# Strada provinciale 25 Vergato-Zocca
La strada provinciale 25 Vergato-Zocca è una strada provinciale italiana della città metropolitana di Bologna.

## Percorso
Parte dalla strada statale 64 Porrettana nel centro di Vergato e si inerpica sul versante nord della valle del torrente Vergatello, raggiungendo così la frazione Cereglio. Entrata nel territorio di Castel d'Aiano, tocca Rocca di Roffeno per poi concludersi con l'innesto nella ex strada statale 623 del Passo Brasa sul passo chiamato Bocca dei Ravari (790 m s.l.m.), a poca distanza dal comune di Zocca in provincia di Modena.